# We Can Be Heroes (2020)
We Can Be Heroes ist ein US-amerikanischer Science-Fiction-Actionfilm aus dem Jahr 2020. Regie führte Robert Rodriguez, der auch das Drehbuch schrieb. Die Hauptrollen übernahmen YaYa Gosselin, Priyanka Chopra und Pedro Pascal.

## Handlung
Miracle Guy, ein Superheld, der im Orbit schnell noch ein Selfie knipst, will die Erde vor angreifenden Außerirdischen retten, doch er und sein Helfer Tech-No stürzen ab und werden in ein Krankenhaus gebracht. Während sie frühstücken, erreicht Missy Moreno und ihren Vater Marcus die Nachricht, dass Außerirdische die Erde bedrohen. Daraufhin fährt Marcus seine Tochter zur Schule, betritt dann das Hauptquartier der Heroics und vermutet gegenüber der Leiterin der Heroics, dass die sich der Erde nähernden Aliens nur die Vorhut sind und im Hintergrund riesige Schlachtschiffe darauf warten, die Erde anzugreifen. Marcus, der eigentlich bei den Heroics ausgestiegen ist, wird auf Befehl der Leiterin rekrutiert. Heroics-Mitarbeiter bringen Missy ins Hauptquartier in Sicherheit, in dem sich auch andere Kinder mit Superkräften befinden, nur Missy selbst scheint die Superkräfte ihres Vaters nicht geerbt zu haben.
Mehrere Superhelden, darunter auch Marcus und Miracle Guy, kämpfen gegen die außerirdischen Roboter, sind ihnen aber unterlegen und werden von ihnen gefangen genommen. Der Präsident der USA erhält eine Nachricht der Aliens, in der steht, dass die Aliens die Erde in drei Stunden übernehmen werden. Die Kinder beschließen, da sie sich in dem Gebäude nicht sicher fühlen, das Hauptquartier zu verlassen, um ihre Eltern, die entführten Superhelden, zu befreien. Von den Sicherheitskräften der Heroics gejagt, verstecken sie sich bei Missys Großmutter, Anita Moreno, doch über Missys Armband, in dem sich ein Sender befindet, können sie lokalisiert werden.
Während Anita die Kinder trainiert und motiviert, um zusammen gegen die Aliens zu kämpfen, sitzen die gefangenen Superhelden in einem Raum des Alien-Mutterschiffs und streiten sich. Kurz darauf bekommen sie eine visuelle Nachricht des Präsidenten, dass ihre Kinder aus dem Hauptquartier verschwunden sind. Ein Alien entführt auch Anita, die die Kinder aber kurz vorher in einen Geheimgang geschickt hat, durch den sie entkommen. Als zwei Aliens ein kleines auf der Erde gelandetes Raumschiff verlassen, können die Kinder damit entkommen und auf dem Mutterschiff landen. Dort werden sie aber von den Aliens, die sich auch in Menschen verwandeln können, gefangen genommen und eingesperrt. Sie können kurz darauf aber wieder entkommen und nach einigen Kämpfen gegen die Aliens ihre Eltern befreien. Dann jedoch stellt sich heraus, dass die Aliens nicht böse sind, sondern die Kinder darauf vorbereiten wollten, sich von ihren Eltern zu lösen, um in Zukunft gemeinsam gegen das wirklich Böse im Universum kämpfen zu können.

## Produktion
Für Netflix führte Robert Rodriguez Regie und produzierte den Film. Priyanka Chopra sowie Christian Slater und Pedro Pascal wurden als Hauptdarsteller angekündigt.
Die Dreharbeiten fanden in Texas statt. Die Filmmusik wurde in der Synchron Stage Vienna in Österreich eingespielt.

## Veröffentlichung
Der Film startete am 25. Dezember 2020 bei Netflix.

## Rezeption
Bei Rotten Tomatoes erreichte der Film eine Zustimmungsrate von 73 Prozent, basierend auf 45 Kritiken, mit einer durchschnittlichen Bewertung von 6/10. Bei Metacritic bekam der Film eine Punktzahl von 51/100, basierend auf 10 Kritiken, was auf „allgemein durchschnittliche Kritiken“ hinweist.